# Astralarctia amazonica
Astralarctia amazonica là một loài bướm đêm thuộc phân họ Arctiinae, họ Erebidae.